# Pealius elatostemae
Pealius elatostemae là một loài côn trùng cánh nửa trong họ Aleyrodidae, phân họ Aleyrodinae.
Pealius elatostemae được Takahashi miêu tả khoa học đầu tiên năm 1932.